# Abutilon Island
Abutilon Island är en obebodd ö 120 kilometer utanför Onslow, Pilbara, Western Australia. Den tillhör Lowendal Islands och ligger precis söder om Varanus Island samt 12 kilometer öster om Barrow Island. Arean är 27 hektar, den består av kalksten med sparsam vegetation. 
På ön finns fåglar som kilstjärtslira, tygeltärna, tofstärna och iltärna.